# أرامي (نبات)
الأرامي (الاسم العلمي: Eisenia bicyclis) تعتبر إحدى أنواع أعشاب البحر. سوداء اللون ذات خيوط رفيعة يكثر وجودها على سواحل آسيا وجنوب أمريكا وأوروبا وتتميز بطعمها الخفيف، تستخرج من البحر وتجفف وتقطع لتصبح على شكل خيوط سوداء.

## فوائدها
تعتبر الاٌرامي غنية بالحديد والكالسيوم مقارنة بالاعشاب الأخرى، وهي مفيدة للاسنان والعظام ولتنظيم الدورة الدموية ويستخدم ماء نقيعهاعلاجًا منزليًا خارجًيا للمشاكل التناسلية عند السيدات .
السعرات الحرارية لها = صفر

## المصدر
- طعام المايكروبيوتك الموسع لمريم نور وكمال مزوق (بتصرف).